# Mellensee (Boitzenburger Land)
Der Mellensee ist ein zu den Uckermärkischen Seen gehörender Binnensee im Gemeindegebiet von Boitzenburger Land bei der Ortschaft Funkenhagen.
Der See befindet sich südlich von Fürstenwerder im Naturpark Uckermärkische Seen im Landkreis Uckermark, Brandenburg in der Nähe der Landesgrenze zu Mecklenburg-Vorpommern. Er hat eine maximale Länge von rund 2,4 Kilometern und eine maximale Breite von etwa 500 Metern. Am Südufer des Sees liegt das Dorf Funkenhagen. Das Gewässer ist ein glazialer Zungenbeckensee und während der Weichseleiszeit entstanden. Er gliedert sich in durch eine Insel in eine schmale Westseite und ein breites Becken im Südosten. Der See hat ein Einzugsgebiet von 93 km².
Der Name leitet sich wahrscheinlich vom altslawischen Wort mêlĭ für Untiefe ab.
Die Umgebung des Sees ist hügelig und wird im Westteil landwirtschaftlich genutzt. Der Ostteil ist bewaldet.

## Gewässernetz
Der Mellensee liegt formal im Flusslauf des Strom, der in die Ucker entwässert, also ins Stettiner Haff der Ostsee.
Die tatsächliche Situation ist jedoch etwas komplizierter:
Der See verfügt mit der Isernpurt über einen künstlichen Zufluss aus dem Carwitzer See. Die Isernpurt wurde von 1575 bis 1578 gebaut, um hohe Wasserstände in den Feldberger Seen auszugleichen, welche bei starken Niederschlägen eintreten können. Ab Wasserständen von 4 cm unter Normal (Pegel Carwitz 150 cm entsprechend 83,81 m ü. NHN; das langjährige Mittelwasser 1980–2018 beträgt 154 cm entsprechend 83,85 m ü. NHN) fällt die Isernpurt trocken. Der Name Isernpurt für Eiserne Pforte geht auf ein so bezeichnetes und einst mit eisernen Sicherungen versehenes Wehr zurück. Vorrangig haben die Feldberger Seen einen dauerhaften Grundwasserbafluss zum Krüselinsee im Oberflächeneinzugsgebiet des Lychener Gewässers und damit der Havel.
Aus dem Mellensee fließt das Wasser durch den Krewitzsee und das Marienfließ (ein Flussabschnitt des Stroms) in die Stauhaltung aus Boitzenburger Küchenteich, Schumellensee und Hardenbecker Haussee bei Boitzenburg. Aus dieser lässt man das Wasser nicht nur in den Strom ablaufen, sondern manchmal noch mehr durch den Hausseegraben in das Lychener Gewässer. Somit gehört der Mellensee zu einer ausgedehnten Pseudobifurkation, die Teil zweier Oberflächeneinzugsgebiete ist.
Das Wasser des Stroms gelangt heute zum größeren Teil nicht mehr durch den Alten Strom direkt in die Ucker, sondern wird wenige Kilometer vorher in die Quillow geleitet.

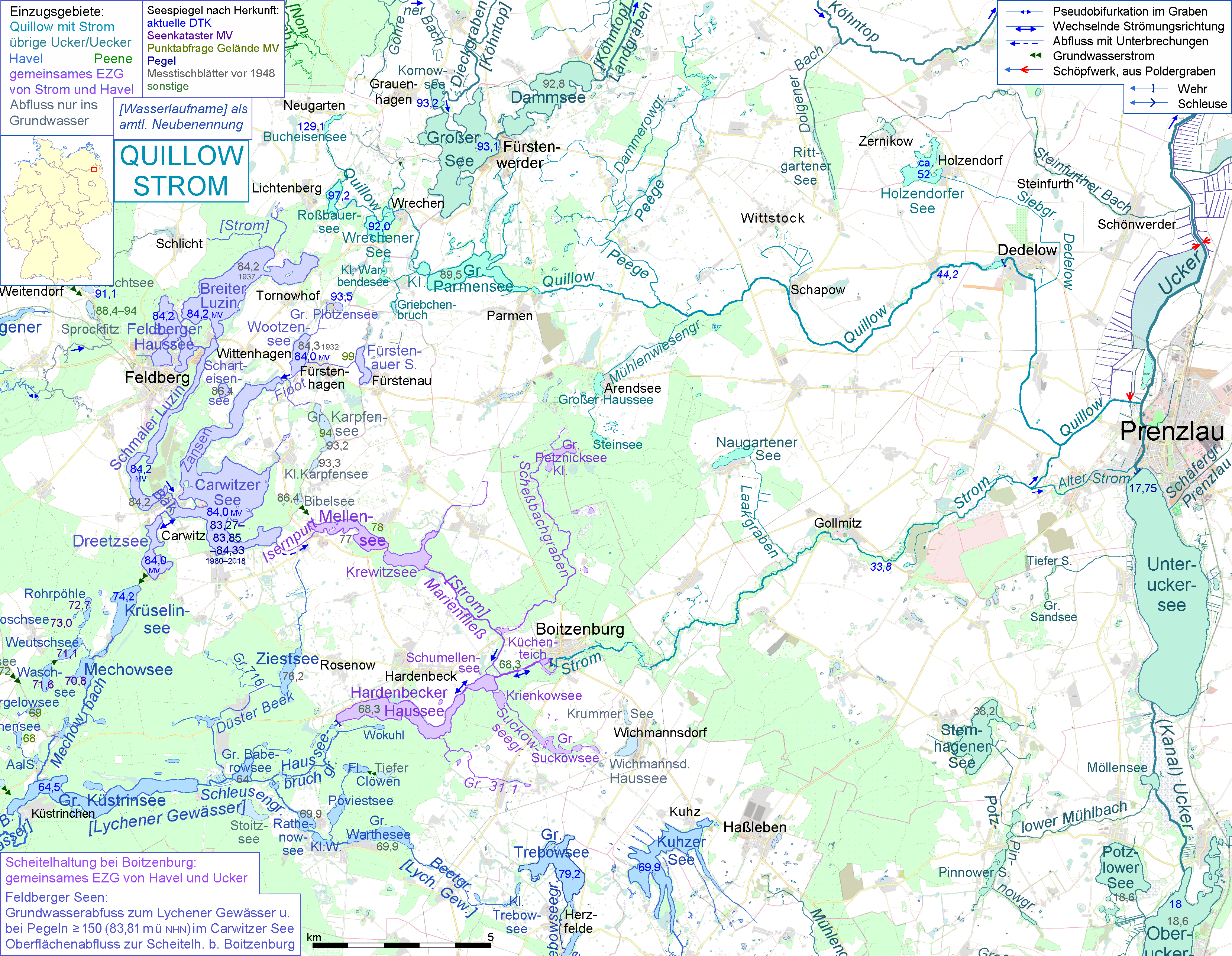
Der Mellensee südöstlich des Carwitzer Sees als Bindeglied zwischen den Feldberger Seen (lila) und der Stauhaltung bei Boitzenburg, ihrerseits gemeinsames Einzugsgebiet (pink) von Lychener Gewässer und Strom